# Сальная свеча
«Сальная свеча» (дат. Tællelyset) — ранняя волшебная сказка Ханса Кристиана Андерсена. История написана Андерсеном в 1820-х годах. Рукопись, содержащая порядка 700 слов, была обнаружена в октябре 2012 года. Специалисты по творчеству Андерсена соглашаются, что по своим литературным достоинствам это раннее произведение уступает более поздним сказкам писателя. На рукописи стоит посвящение госпоже Бункефлод, вдове священника, бывшей одной из благодетельниц молодого Андерсена. По словам одного из исследователей, сказка содержит слишком много морализаторства и нравоучений, а также в ней недостаёт мягкого юмора, присущего более поздним работам Андерсена. Не исключено, что таким образом Андерсен пытался вызвать расположение вдовы, которой приходилось оплачивать его образование.

## Сюжет
В сказке рассказывается о сальной свече, чьими родителями были овца и горшок. Свеча не может найти своё место в жизни, что повергает её в уныние. Вдруг она встречает огниво, которое зажигает в ней огонь на радость ей и её близким.

## История обнаружения
Рукопись была найдена в конце 2012 года в отделении Датского Государственного Архива на острове Фюн в чемодане, принадлежавшем семье Плум (Plum). Документ был обнаружен супружеской парой, которые проводили частное исследование истории своей семьи. Они не придали находке никакого внимания, так как посчитали, что она никак не поможет им в поисках. Позже хранитель архива и историк-исследователь Эсбен Браге (Esben Brage) заметил подпись на документе и понял, что рукопись может принадлежать перу известного писателя. Подлинность рукописи была подтверждена в декабре 2012 года.